# Шатриан, Инноченцо
Инноченцо Шатриан (Innocenzo Chatrian; 21 марта 1927, Шамбав, Валле-д’Аоста — 28 мая 2019, Сан-Джованни-ди-Фасса, Трентино-Альто-Адидже) — итальянский лыжник и биатлонист. Участник зимних Олимпийских игр 1956 года.

## Биография
Инноченцо Шатриан родился 21 марта 1927 года в итальянской коммуне Шамбав.
Работал полицейским.
Выступал в соревнованиях по лыжным гонкам за «Фьямме Оро».
В 1954 году участвовал в чемпионате мира в Фалуне, где занял 38-е место на дистанции 15 км и 27-е место на дистанции 30 км.
В 1956 году вошёл в состав сборной Италии на зимних Олимпийских играх в Кортина-дʼАмпеццо. На дистанции 15 км занял 25-е место, показав результат 53 минуты 46 секунд и уступив 4 минуты 7 секунд завоевавшему золото Хальгейру Брендену из Норвегии. В эстафете 4х10 км сборная Италии, за которую также выступали Помпео Фаттор, Оттавио Компаньони и Федерико Дефлориан, заняла 5-е место с результатом 2 часа 23 минуты 28 секунд и уступив 7 минут 58 секунд завоевавшей золото команде СССР.
В 1958 году участвовал в чемпионате мира в Лахти, где занял 39-е место на дистанции 30 км. В том же году завоевал золото в биатлоне на чемпионате мира среди военных в Бардонеккье в гонке патрулей на 25 км.
Впоследствии работал лыжным инструктором.
Умер 28 мая 2019 года в итальянской коммуне Сан-Джованни-ди-Фасса.